# Parazodes erythrocephalus
Parazodes erythrocephalus is een keversoort uit de familie boktorren (Cerambycidae). De wetenschappelijke naam van de soort is voor het eerst geldig gepubliceerd in 1897 door Aurivillius.